# روباه سرخ آمریکایی
روباه سرخ آمریکایی (نام علمی: Vulpes vulpes fulvus) نام یک زیرگونه از گونه روباه سرخ است.